# Carpapata
Carpapata ist eine Siedlung im Distrikt Palca in der Region Junín in Zentralperu.

## Lage
Der Ort liegt auf einem Höhenrücken auf 2421 Metern zwischen den Höhenstufen Quechua und Yunga auf der Ostseite der Anden. Das Terrain ist durch ein extremes Relief gekennzeichnet, östlich des Ortes schneidet das Tal des Río Tarma in das Gebirge ein, an dessen Grund bereits tropisches Klima herrscht. Richtung Südwesten liegt die Provinzhauptstadt Tarma am Rande des peruanischen Hochlandes. Durch den Ort führt die Carretera Central, eine zentrale Verkehrsachse Perus, welche Lima, das Hochland und die Amazonasregion miteinander verbindet. Sie ist die einzige asphaltierte Straße in dem Ort. Etwa zwei Kilometer südöstlich liegt der Ortsteil Santa Rosa de Carpapata.
In Carpapata befindet sich, gekennzeichnet durch ein kleines Betonmonument, der geographische Mittelpunkt Perus.

## Geschichte
Der Ort war lange Zeit zwischen den Distrikten Huasahuasi und Palca umstritten, gehört heute aber zu letzterem.
In den 1980er Jahren operierten senderistische Milizen in der Umgebung der durch die Passstraße und die Wasserkraftwerke strategisch äußerst wichtigen Ortschaft.

## Wirtschaft
Wichtigster Wirtschaftsfaktor sind die drei nach dem Ort benannten Wasserkraftwerke von Carpapata, welche zwischen den 1930er Jahren und 2016 gebaut wurden.
Im Ort befinden sich eine Schule, ein Gesundheitsposten und lokale Restaurants. In der Umgebung werden auf den steilen Hängen vor allem Feldfrüchte angebaut, in den Tälern werden auch Rinder gehalten.
In der Umgebung gibt es zahlreiche Wasserfälle, welche aber meist nur über unmarkierte Pfade erreichbar sind. Die Natur ist vor allem durch Fels- und Buschlandschaften geprägt, lediglich entlang der Flüsse finden sich Wälder. Beherbungsmöglichkeiten für internationale Touristen gibt es keine, lokale Touranbieter halten meist nur kurz der Aussicht wegen.

## Galerie

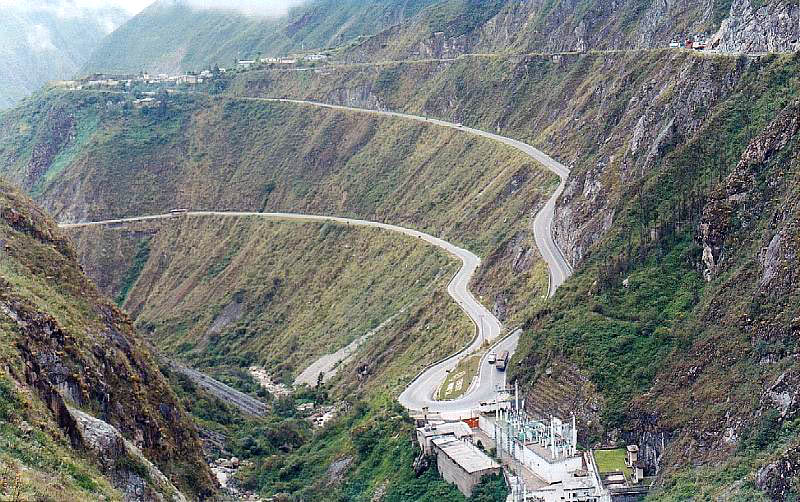
Wasserkraftwerk (Vordergrund) und Ort (Hintergrund)
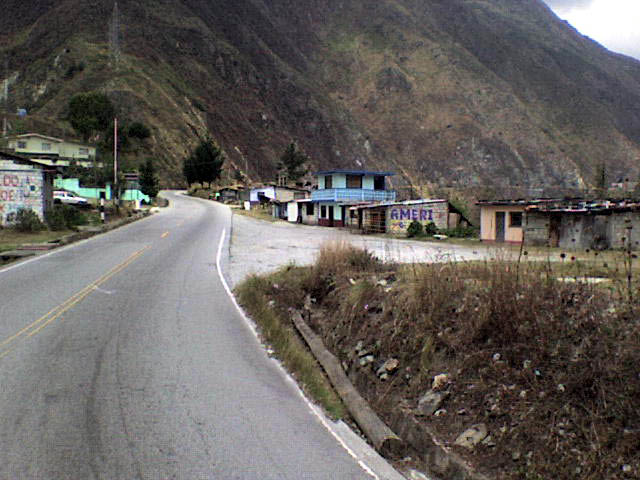
Blick vom Ortseingang Richtung Südwesten
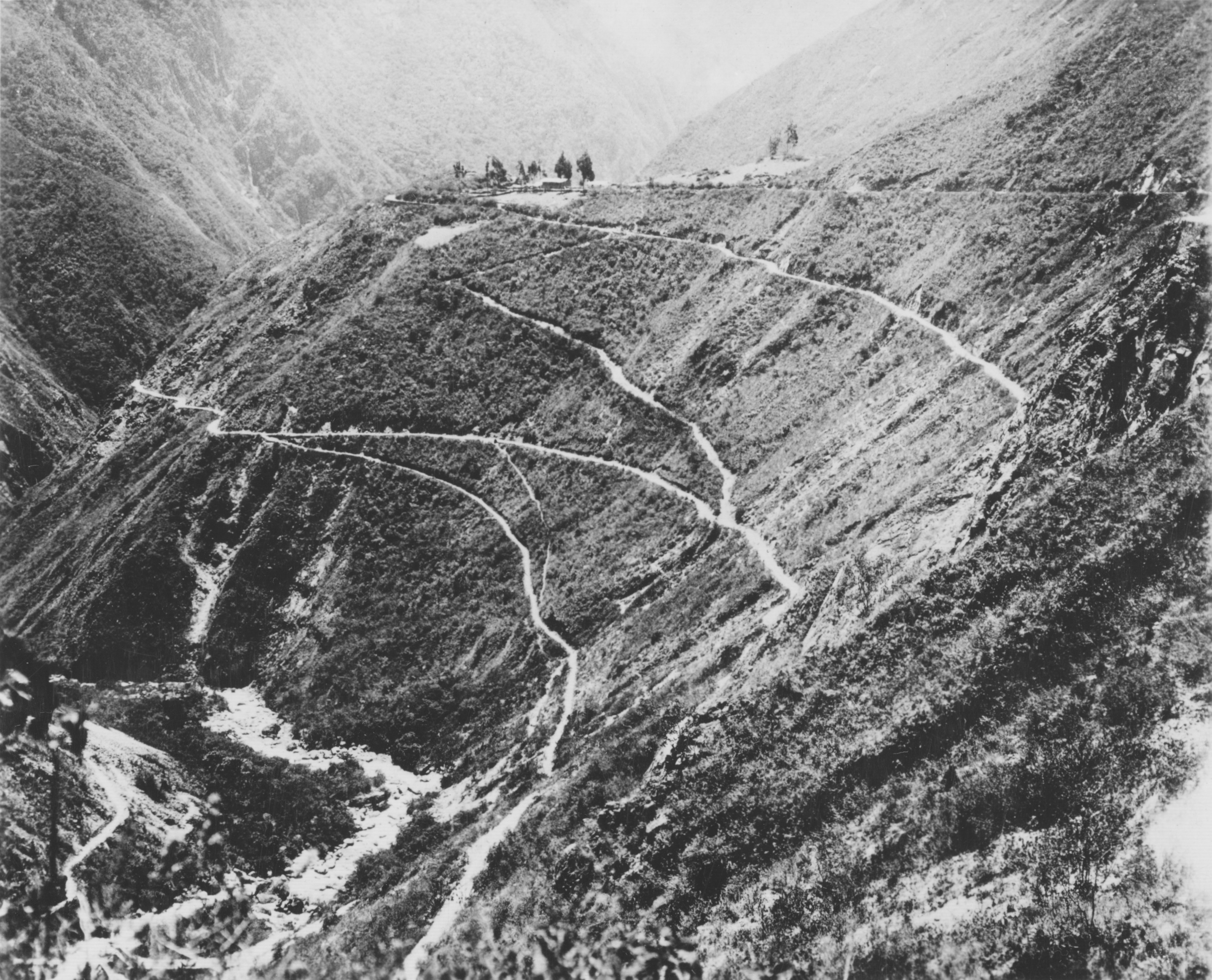
Carpapata Mitte des 20. Jahrhunderts
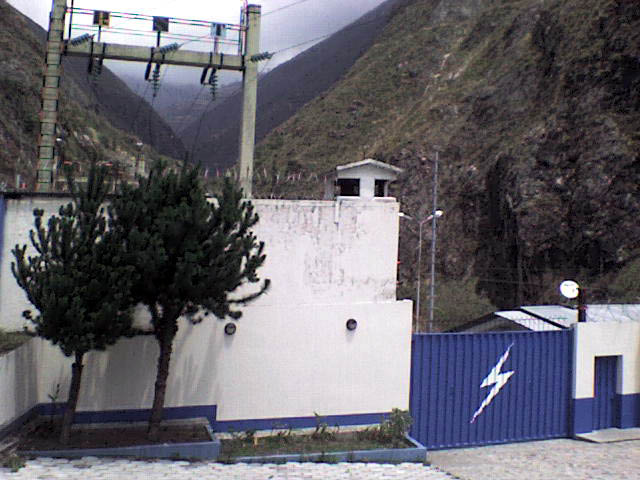
Wasserkraftwerk